# Kaidu (Fluss)

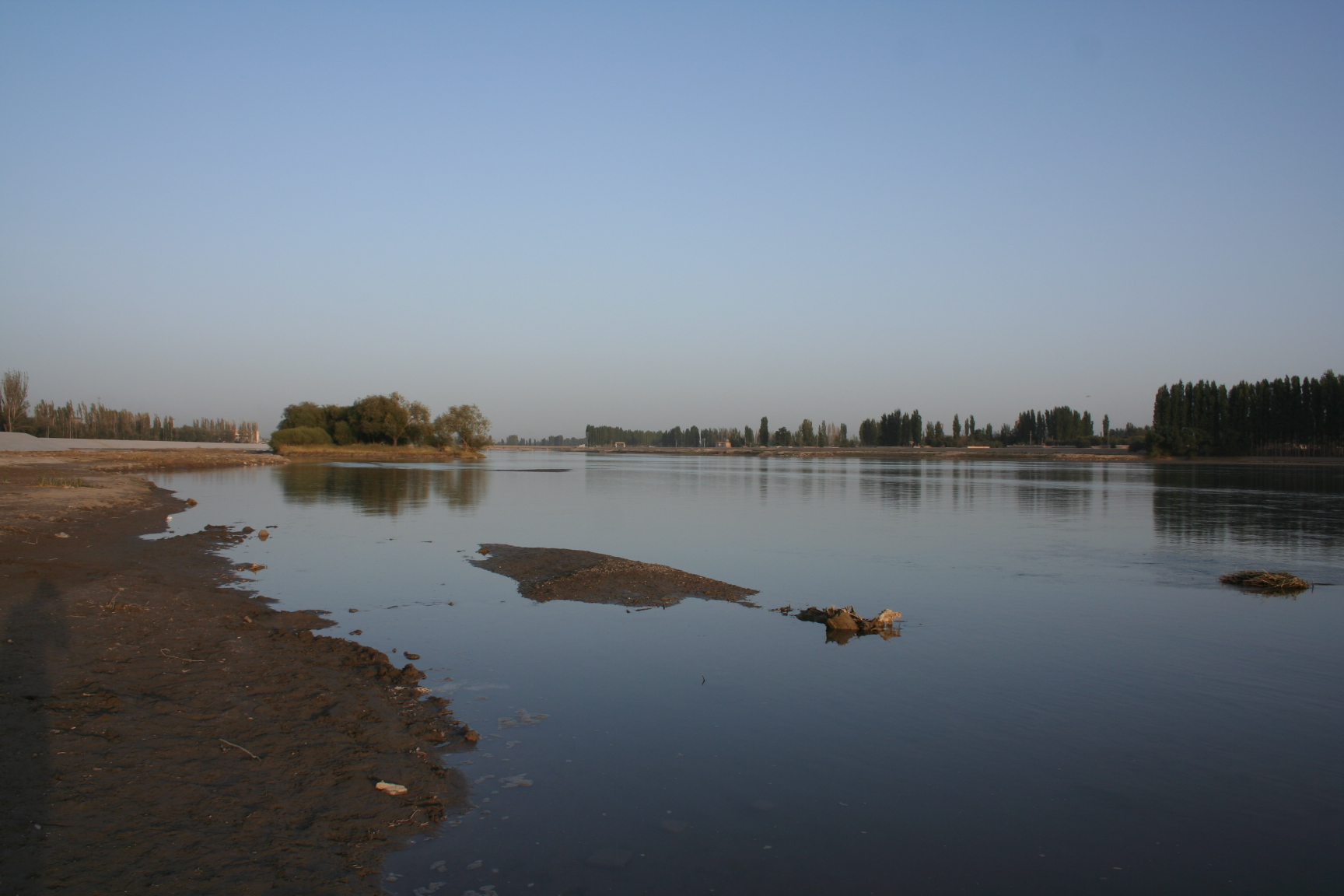
Kaidu bei Yanqi

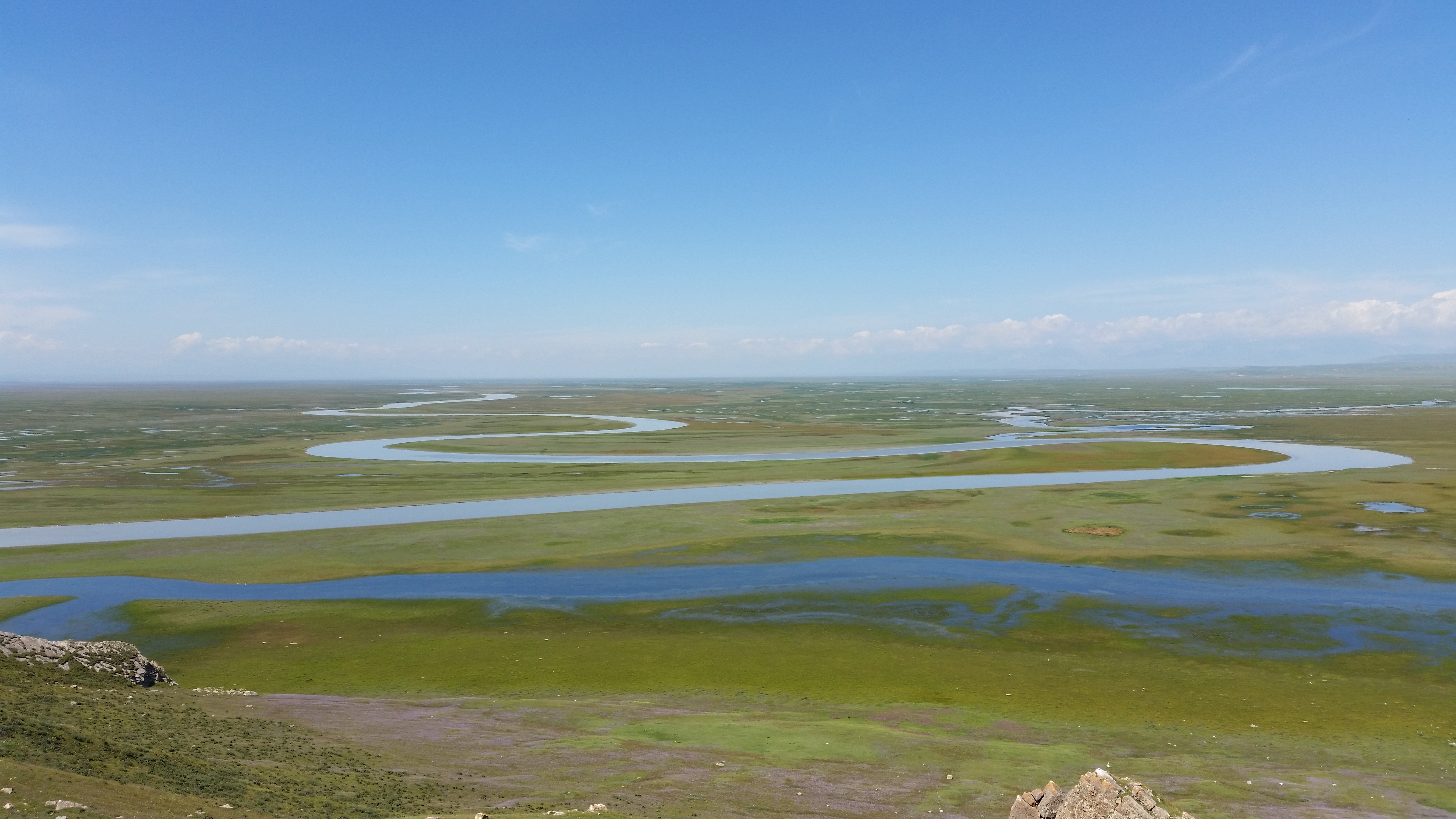
Kaidu im Bayan-Bulak Feuchtgebiet

Der Kaidu (chinesisch 开都河, Pinyin Kāidū Hé) ist ein Fluss im Uigurischen Autonomen Gebiet Xinjiang im Westen der Volksrepublik China.
Der Kaidu entspringt im Tian Shan. Er fließt anfangs in westlicher Richtung in das Yulduz-Becken. Dort wendet er sich nach Süden und schließlich nach Osten und erreicht das Yanqi-Becken. Nach Durchfließen des Verwaltungszentrums des Autonomen Kreises Yanqi bildet der Kaidu ein Flussdelta und mündet in den Bosten-See. Der Kaidu hat eine Länge von 497 km und entwässert ein Areal von 31.750 km².